# Сакарі Туоміоя
Сакарі Севері Туоміоя (фін. Sakari Severi Tuomioja; 29 серпня 1911, Тамерфорс, Велике князівство Фінляндське — 9 вересня 1964, Гельсінкі, Фінляндія) — фінський державний та політичний діяч, член Національної Прогресивної партії.  Обіймав посади міністра закордонних справ Фінляндії та прем'єр-міністра Фінляндії.
Батько Ерккі Туоміоя.